# Adrian II. von Bubenberg
Adrian II. von Bubenberg (* um 1458; † Februar 1506 in Morges) stammte aus der Berner Patrizierfamilie von Bubenberg und war letzter seines Geschlechts.
Er war der Sohn des Adrian I. von Bubenberg.
1473 wurde er Mitglied des Berner Grossen Rats, 1479 Mitglied des Berner Kleinen Rats.
1480 wurde er am Heiligen Grab zum Ritter geschlagen.
Er nahm an verschiedenen Gesandtschaften, u. a. nach Worms, Italien und in die Niederlande, teil. 
Im Mai 1499 war er der Anführer bernischen Truppen im Schwabenkrieg. 
Die enormen Aufwendungen für den Dienst an der Stadt Bern zwangen ihn, Teile seiner Besitztümer zu verkaufen. 
Im Februar 1506 starb Adrian II. von Bubenberg als letzter seines Geschlechts in Morges.